# Maurice Greene
Maurice Greene (Kansas City, Kansas, 23. srpnja 1974.), američki atletičar, sprinter na 100 i 200 metara,te višestruki olimpijski pobjednik.
Svoj prvi internacionalni nastup imao je na Svjetskom prvenstvu u Gotheborgu 1995. godine na 100m, ali je eliminisan u četvrtini finala. Greene je napustio Svjetsko prvenstvo razočaran u sebe s vjerom da će naredne godine zablistati na Olimpijskim igrama u Atlanti 1996. godine.
Ipak, uoči Olimpijskih igara 1996. godine je doživio povredu, te je zbog toga morao odustati od svog olimpijskog sna.
Tokom finala na 100m 1996. godine u Atlanti, gledajući Donovana Baileya kako obara svjetski rekord Amerikanca Lerroya Burrela, plakao je na tribinama zbog svoje nemoći da vrati Ameriku u vrh svjetskog sprinta. Poznato je da je zadnji Amerikanac koji je osvojio olimpijsko zlato na 100m bio Carl Lewis 8 godina ranije u Seulu 1988. Od tog trenutka sve se promijenilo.
Već naredne godine, na Svjetskom prvenstvu u Atini 1997. godine osvaja svoje prvo zlato na 100m, pobijedivši Kanađanina Donovana Baileya, olimpijskog prvaka, svjetskog rekoreda i dotadašnjeg svjetskog prvaka, označio je početak jedne blistave karijere. Od tada kreće njegova dominaciju u sprintu. Titulu svjetskog prvaka na 100m uspio je odbraniti 1999. godine na Svjetskom prvenstvu u Sevilji osvojavši zlato na 100,200 metara i štafeti 4x100m. Time je postao prvi čovjek i historiji koji je bio istovremeno svjetski šampion i na 100 i na 200 metara.
Greene je vrhunac karijere imao tijekom Olimpijskih igara u Sydneyu 2000. godine kada je osvojio zlatne medalje utrkama na 100 m te štafeti 4x100 m. Četiri godine kasnije te naslove nije uspio obraniti, ali je i dalje s dvjema osvojenim medaljama (srebrnom iz štafete i brončanom sa 100 m) ostao u vrhu svjetskog sprinta.
Karijera ovog sprintera jedna je od najimpresivnijih u povijesti, jer je Greene čak u 52 navrata istrčao 100 m brže od 10 sekundi, što je i danas granica koju probijaju samo najspremniji sprinteri. Oborio je svjetske rekorde na 100 m (1999.), te na 60 m u dvorani (1998).  Njegov rekord na 60 metara trajao je punih 20 godina, sve do 2018. godine kada Amerikanac Christian Coleman s 21 godinom obara njegov rekord. Osim olimpijskih medalja ima i čak pet naslova svjetskog prvaka, od kojih tri u disciplini 100 m, isto kao i veliki Carl Lewis, jedan u utrci na 200 m te jedan u štafeti 4x100 m. Bio je i svjetski prvak na 60 m u dvorani.